# Heinrich Lamm
Heinrich Lamm (* 19. Januar 1908 in München; † 12. Juli 1974 in Harlingen, Texas) war ein deutsch-amerikanischer Arzt. Während seines Studiums konstruierte er den weltweit ersten Versuch eines auf Glasfasern basierenden Endoskops.

## Leben
Heinrich Lamm wurde 1908 in München als erster von zwei Söhnen des Kunstschmieds Ignaz Lamm und dessen Frau Martha geb. Pinczower geboren. Sein Bruder war der Journalist und Verbandsfunktionär Hans Lamm.
Heinrich Lamm studierte in Breslau und München Medizin. Wegen seiner jüdischen Herkunft machte die Machtergreifung der Nationalsozialisten in Deutschland seine Hoffnungen auf eine akademische Karriere dort zunichte. Es gelang ihm, seiner Familie, seinem Bruder und seinem Vater, in die USA auszureisen. Dort war er ab 1937 in Kansas City (Missouri) und seit 1939 in La Feria (Texas) als praktizierender Arzt tätig.
Lamm war verheiratet und hatte zwei Kinder.

## Wirken
Als Medizinstudent startete er in den 1930er Jahren Versuche Bilder mittels Bündelung von optischen Lichtwellenleitern zu übermitteln. Lamm erfand zuerst ausreichend flexible Lichtwellenleiter als Basis für sein bemerkenswertes Ziel: Die Übertragung von optischen Bildern auf nicht geraden – kurvigen Strecken. Dazu fasste er 400 einzelne Fasern und einer kohärenten Bündelung zusammen, was die Basis für Glasfaserendoskope war.
Seine eigentliche Absicht war es, von außen unerreichbare Teile innerhalb des menschlichen Körpers optisch erreichbar zu machen. Die Qualität der Bilder war jedoch nicht zufriedenstellend. Lamms Bemühungen ein Patent zu erwirken schlugen fehl, da bereits Clarence Hansell für ein ähnliches Vorhaben ein britisches Patent hierzu zugesichert bekam.